# Örgiven
Örgiven är en sjö i Degerfors kommun i Värmland och ingår i Norrströms huvudavrinningsområde. Sjön är 11,1 meter djup, har en yta på 0,455 kvadratkilometer och befinner sig 123,5 meter över havet.

## Delavrinningsområde
Örgiven ingår i det delavrinningsområde (656786-143097) som SMHI kallar för Inloppet i Ölen. Medelhöjden är 152 meter över havet och ytan är 29,14 kvadratkilometer. Det finns inga avrinningsområden uppströms utan avrinningsområdet är högsta punkten. Svartån som avvattnar avrinningsområdet har biflödesordning 2, vilket innebär att vattnet flödar genom totalt 2 vattendrag innan det når havet efter 297 kilometer. Avrinningsområdet består mestadels av skog (86 procent). Avrinningsområdet har 2,93 kvadratkilometer vattenytor vilket ger det en sjöprocent på 10 procent.